# Antonio Piedade da Cruz
Antonio Piedade da Cruz (* 22. August 1895 in Velim; † 1982 in Mumbai), auch als A.P. d’Cruz oder Cruzo bekannt, war ein Maler und Bildhauer aus Goa, damals eine portugiesische Kolonie in Indien.

## Leben
Cruzo studierte von 1916 bis 1922 Zeichnen und Malerei an der Sir Jamsetjee Jeejebhoy School of Art in Mumbai unter Gladstone Salomon, M. V. Dhurandhar and Agoskar. Auf Empfehlung von Max Bernuth bewarb er sich an der Hochschule für Bildende Künste in Berlin (heute Universität der Künste Berlin), wurde dort Meisterschüler und studierte von 1923 bis 1925 unter Arthur Kampf, Ferdinand Spiegel und Paul Plontke.
Nachdem der junge Cruzo eine deutsche Zeitung ersucht hatte, einen Bericht über ihn zu korrigieren, in dem er als „Portugiese aus Indien“ beschrieben wurde, weil er „reiner Inder“ war, lernte er den portugiesischen Botschafter Alberto da Veiga Simões kennen, der Cruzo dann half, Oktober 1925 eine Solo-Ausstellung seiner Werke in Lissabon zu organisieren.
Cruzo kehrte 1927 nach Mumbai zurück und wurde für seine Bildhauerei und Porträtmalerei unter Maharadschas und der europäischen Elite. Philip Chetwode, Louis Mountbatten, Lallubhai Samaldas und Purshottamdas Thakurdas gehörten zu seinen Auftraggebern.
Sein „Cruzo Studio“ im Brabourne Stadium wurde ein wichtiger Treffpunkt, auch der Mitglieder der Befreiungsbewegung von Goa. Obwohl Cruzo mit der Elite verkehrte, bezogen sich seine Werke vor allem auf Armut und Ungerechtigkeit und die schwere Arbeit der Bauern und Fischer. Er malte auch Allegorien und Akte.
Ein Treffen mit Mohandas Karamchand Gandhi im Jahre 1939 inspirierte Cruzo, woraufhin sich sein Werk auf politische Themen konzentrierte, zunächst die Unabhängigkeitsbewegung, die Teilung Indiens und später der Bangladesch-Krieg und der Vietnamkrieg.
Cruzo verstarb 1982. Er ist bis heute einer der wichtigsten Künstler aus Goa.
Nach vielen Jahren der Vergessenheit wird Cruzos Werk neu entdeckt. Im Juli 2016 organisierte der Kurator Ranjit Hoskoté in der Sunaparanta-Kunstgalerie in Goa eine Ausstellung von 16 Ölgemälden des Künstlers.